# Vilhelm Ljungfors
Vilhelm Ljungfors, född 15 mars 1875 i Förslöv, Kristianstads län, död 1 juli 1938 i Malmö, var en svensk skolman och personhistoriker. Han var son till slaktaren Per Jönsson och Christina Nilsdotter samt far till medeltidshistorikern Åke Ljungfors.
Efter mogenhetsexamen i Helsingborg 1896 blev han filosofie kandidat 1899 och var därefter verksam som läroverksadjunkt i historia, modersmålet och geografi i Helsingborg, Lund och Ängelholm, och sist vid Malmö realskola från 1917 till sin död.
Ljungfors gjorde sig vid sidan om sin yrkesbana känd som en framstående personhistoriker och genealog. Han lämnade tidigt bidrag till olika utgivningsprojekt, bland annat till Gustaf Elgenstiernas ättartavlor över den svenska adeln, till lärarmatriklar, till Sveriges apotekarhistoria och till Gunnar Carlquists herdaminne för Lunds stift med mera.
Han utgav matriklar bland annat över Helsingborgs-Landskrona nation i Lund (1903) och Malmö tekniska läroverks styrelse, lärare och elever 1853–1927 (i Malmö teknologförbund. Minnesalbum, 1928). Mest känd är han för sitt genealogiska arbete Svenska släkter, där han själv författade en lång rad släktmonografier, exempelvis över släkterna Billing, Kallenberg, Lindstedt, Littorin och Wulff.
Efter stadsfogden Carl Sjöströms död avslutade han och utgav dennes stora biografiska matrikel över studenterna i Smålands nation i Lund 1668–1921 (1921).